# Артонье
Артонье (итал. Artogne, ломб. Artògne) — город и коммуна в Италии, в провинции Брешиа области Ломбардия.
Население составляет 3135 человек, плотность населения составляет 149 чел./км². Занимает площадь 21 км². Почтовый индекс — 25040. Телефонный код — 00364.
Покровителями коммуны почитаются святые Корнелий и Киприан, празднование 16 сентября.

## Города-побратимы
- Курсель, Бельгия (1999)